# 陈宏 (1926年)
陈宏（1926年—），男，广东文昌（今属海南）人，中华人民共和国政治人物，曾任海南省政协副主席，第七、八届全国政协委员。